# Slava Moscou
Dernière mise à jour : 1 mai 2010.
Slava Moscou est un club russe de rugby à XV basé dans la ville de Moscou. Il participe à la Professional Rugby League, le championnat de première division russe. Le club a la réputation d'être un excellent club formateur.

## Palmarès
- Champion de Russie : néant